# Business TV
Unter Business TV (auch Firmenfernsehen oder Corporate TV) versteht man ein Fernsehprogramm, das im Rahmen der Unternehmenskommunikation produziert und ausgestrahlt wird. Es zählt zum Bereich des Corporate Publishing. Neben der Schulung und Weiterbildung findet Business TV immer mehr als reines Unternehmensfernsehen Verbreitung. Beispiele sind etwa Bahn TV der Deutschen Bahn, das an Bahnhöfen, aber auch über Kabel und Satellit empfangbar ist. Die Möglichkeit, bewegte Bilder zunehmend über das Internet (IPTV) zu verbreiten, gibt dem Unternehmens-TV Auftrieb. So haben Audi, Mercedes-Benz oder Land Rover bereits eigene Sender etabliert. Land Rover beispielsweise liefert ein 24-Stunden-Programm mit eigenen und zugekauften Beiträgen. Intern wird Firmenfernsehen eingesetzt, um Mitarbeiter, Partner und/oder Kunden schnell und umfassend zu informieren, motivieren und schulen. BTV ist als E-Learning sehr wirkungsvoll, weil ein hoher Anteil der Belegschaft zur gleichen Zeit die gleichen Inhalte sehen und hören kann. Durch diese Möglichkeit bekommt das gemeinsame Lernen einen hohen Einfluss auf die Entwicklung der Unternehmenskultur.
Die meisten BTV-Programme sind in ihrem Sendeschema am "Magazin" angelehnt. Die Erstausstrahlung der Sendungen erfolgt live. Durch Telefon, Fax, E-Mail, Videokonferenzen und Gäste im Studio wird Interaktion ermöglicht und der Vorteil von synchronem Lernen genutzt. Im Anschluss daran werden die Sendungen als Wiederholungen ausgestrahlt oder über das Internet/Intranet zum Abruf bereitgestellt. Die Verbreitung der Sendungen erfolgt bei größeren Teilnehmergruppen (ab 150 bis > 20.000 Teilnehmer) aus Kosten- und Qualitätsgründen über einen Satelliten. Für kleine Gruppen ist die Verbreitung über das Internet mit DSL preiswerter.
Die wichtigste technologische Schlüsselkomponente für das BTV ist die Datenkompression. Der zurzeit meist verwendete Datenkompressionsalgorithmus ist für Videoübertragungen MPEG2. Bei der digitalen Fernsehübertragung (Digital Video Broadcasting) werden die Signale verschlüsselt übertragen. Bei den Empfängern werden sie mittels einer Satellitenantenne und Receiver empfangen. Mit einer Set-Top-Box werden die Signale wieder für den berechtigten Empfänger entschlüsselt und können am Fernseher oder am PC mit TV-Karte angesehen werden.
Für die Wirkung und damit für den Erfolg von Business-TV-Sendungen ist neben dem didaktischen Konzept die Qualität der Beiträge maßgebend. Ca. 50 % der Sendezeit sollte mit vorgefertigten Beiträgen gestaltet werden. Moderation, Studiogäste, Diskussionen werden live im Studio produziert. Wegen des Einflusses auf die Unternehmenskultur sollte Business TV sowohl in das Konzept der Personal- als auch in die Organisationsentwicklung eingebunden werden.
Nach einem von Jäger, W. u. a. (1999) entwickelten Qualitätsraster lassen sich Business-TV-Programme beurteilen.
- Mediendidaktische Merkmale
- Verständlichkeit
- Aufbau und Aufrechterhaltung der Aufmerksamkeit
- Realitätsnähe

"Business TV geht jedoch über den Anspruch "gutes Fernsehen" hinaus. Mit Business TV soll gelernt werden, es sollen neue Wissensstrukturen, idealerweise auch im Sinne von Handlungswissen, geschaffen werden." (Jäger, W.(1999)S.49) und erweitert die Kriterien für BTV als E-Learning
- Beziehungsaufbau
- Authentizität
- Lernerzentriertheit
- Strukturierung

Mit bewegten Bildern zu lernen, ist wegen der starken Wirkung von audio-visuellen Eindrücken auf unsere Sinne, durch viele Untersuchungen nachgewiesen, sehr effizient und effektiv.
Eine Sonderform von BTV stellt der Virtuelle Campus dar, bei dem Vorlesungen live ausgestrahlt werden. Aktuell wurden wegen der Ausbreitungsgefahr von SARS in China die Vorlesungen und der Unterricht von Hörsälen und Klassenzimmern auf die heimischen Fernseher verlegt.
Auch in Deutschland gibt es Entwicklungen in die Richtung, einen Teil des Studiums oder Ausbildungen durch Blended Learning mit Business TV absolvieren zu lassen.
Auf eine langjährige positive Erfahrung können die öffentlich-rechtlichen Fernsehanstalten mit Telelernen im Telekolleg zurückgreifen.